# John E. Laird
John E. Laird (Ann Arbor, 16 marzo 1954) è un informatico statunitense, con Paul Rosenbloom e Allen Newell ha creato l'architettura cognitiva Soar alla Carnegie Mellon University.
Laird è professore presso la Divisione di Informatica e Ingegneria del Dipartimento di Ingegneria Elettrica e Informatica dell'Università del Michigan.

## Istruzione e carriera
Laird ha conseguito una laurea in Comunicazione e Informatica presso l'Università del Michigan nel 1975 e un dottorato di ricerca in Informatica presso la Carnegie Mellon University nel 1983. Per il suo dottorato di ricerca ha avuto come relatore di tesi Allen Newell. Laird è stato ricercatore presso Xerox PARC nell'Intelligent Systems Laboratory dal 1984 al 1986; nel 1986 è entrato a far parte della facoltà dell'Università del Michigan.
Nel corso della sua carriera, Laird ha continuato a fare ricerca sulle architetture cognitive e a sviluppare ed evolvere l'architettura Soar. Nel 1998 ha co-fondato Soar Technology, una società specializzata nella creazione di entità di intelligenza artificiale autonome basate su Soar; attualmente fa parte del suo consiglio di amministrazione. I suoi interessi di ricerca particolari sono l'architettura cognitiva, la risoluzione dei problemi, l'apprendimento, l'apprendimento per rinforzo, la memoria episodica, la memoria semantica e l'elaborazione ispirata alle emozioni. È membro di ACM, Association for the Advancement of Artificial Intelligence (AAAI), Cognitive Science Society e American Association for the Advancement of Science (AAAS).

## Pubblicazioni
- The Soar Cognitive Architecture, Laird, JE, 2012, MIT Press.
- The Soar Papers: Letture sull'intelligenza integrata, Rosenbloom, Laird e Newell (1993)
- Soar: un'architettura per l'intelligenza generale, l'intelligenza artificiale, 33: 1-64. Laird, Rosenbloom, Newell, John e Paul, Allen (1987)